# Толстоголовка тагес

Толстоголовка тагес или толстоголовка черноватая (лат. Erynnis tages)  — бабочка семейства толстоголовок.

## Этимология названия
Тагес (римская мифология) — первоначально этрусское божество, сын Гения, внук Юпитера, дитя по виду и мудрец по уму.

## Описание
Длина переднего крыла 13—14 мм. Размах крыльев 26—28 мм. Половой диморфизм выражен. Самки темнее и контрастней самца, перевязи на её крыльях шире. Гусеницы длиной около 18 мм, светло-зелёного цвета, без волосков. Голова тёмно-коричневая со множеством желтоватых пятен. По спине проходит узкая, едва различимая, тёмно-зелёная полоса. В конце своего развития гусеницы окрашиваются в коричневый цвет.

## Ареал
Европа (за исключением севера), Передняя и Средняя Азия, Казахстан, Южная Сибирь до Амурской области, Монголия, Северный Китай и, возможно, Тибет. Отмечен во многих местах Крыма.
Довольно обычный на территории Европы вид. Северная граница ареала проходит от Эстонии и Псковской области России на восток по полосе смешанных лесов вплоть до Казани и Южного Урала. Вероятно, отсутствует в ряде особо засушливых районов степной зоны.
Населяет лесные опушки и поляны, луга, заросли кустарников по обочинам дорог, также встречается по берегам рек. В горы обычно не поднимается выше высоты в 900 м над ур. м.

## Биология

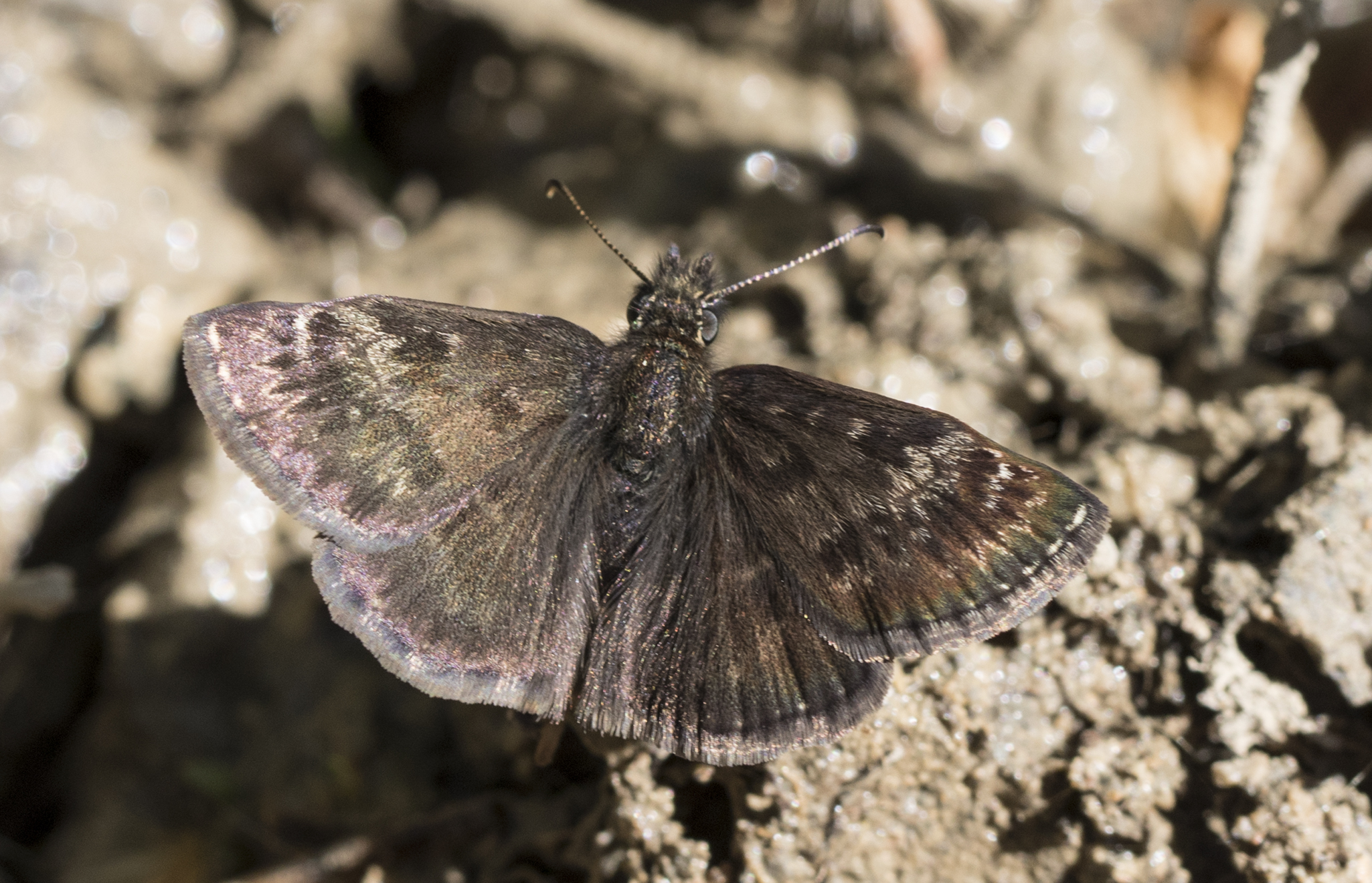

На севере ареала часто вид развивается только в одном поколении за год (время лёта — с начала мая (в тёплые годы с середины-конца апреля) до середины июня), тогда как на преобладающей части своего ареала вид развивается в двух поколениях. Время лёта второго поколения — с середины июля до конца августа. На крайнем юге (например, в степном Крыму) возможно развитие третьего, вероятно частичного, поколения. Зимует гусеница. Перед окукливанием она делает легкий кокон из шелковины с использованием окружающих её листьев.
Кормовые растения гусениц: лядвенец рогатый (Lotus corniculatus), Lotus uliginosus, Hippocrepis comosa и секироплодник пёстрый (Coronilla varia), вязель разноцветный, синеголовник полевой, Eryngium planum, Lotus corniculatus.

## Замечания по охране
Вид включен в Красную книгу Московской области (2 категория).